# Hymenaster trias
Hymenaster trias is een zeester uit de familie Pterasteridae.
De wetenschappelijke naam van de soort werd in 1920 gepubliceerd door Hubert Lyman Clark.